# Конър Франта
Конър Джол Франта (на английски: Connor Joel Franta), е американски YouTube влогър, интернет личност, писател и предприемач.
Към юли 2015 г., неговият канал в Youtube има над 4,7 милиона абонати. Франта е бивш член на Youtube групата Our2ndLife (в превод: Нашият втори живот), но сега той е независим член на мрежата Big Frame, управлявана от Андрю Греъм.
В последно време, Франта взима участие в различни предприятия, като създава своя собствена модна колекция дрехи, музикална колекция, както и кафе и лайфстайл макра, наречена Common Culture. Също така и през април 2015 г., излиза и книгата му „A Work in Progress".

## Личен живот
Конър Франта е роден в Уисконсин, Минесота, САЩ на 12 септември 1992 г. Майка му, Шерил Франта е домакиня, а баща му Пийта-лекар. Малко след раждането му, семейството му се мести да живее в Ла Кресент, Минесота. Има двама братя и една сестра.
До 8-и клас, Конър посещава католическото училище в Хока, Минесота.
Като дете, той е бил с наднормено тегло, което кара майка му да го запише на плуване. През 2011 г. завършва гимназията в Ла Кресент. Той е учил бизнес-администрация в колеж в Минесота. През втората си година, той записва и изкуства, с акцент върху филмите. От 2015 г., той живее в Лос Анжелис, Калифорния.
На 8 декември 2014 г., Франта публично разкрива, че е хомосексуален в Youtube видео. Клипът „Coming Out“ (в превод: Разкриване), има над 11 000 000 гледания и 950 000 харесвания, правейки го второто най-гледано видео в неговия канал.

## Кариера

### YouTube
Вдъхновен от други Youtube влогъри като Шейн Доусън и Мишел Давис, Франта качва своето първо видео в Youtube през август 2010 г. Той има над 245 милиона гледания в своят канал и над 4 700 000 абонати, което го поставя на 155 място по брой абонати в социалната мрежа.
През 2014, Франта е номиниран за наградите Teen Choice Awards в категорията „Най-обичана мъжка Интернет звезда“, но губи от Тайлър Оукли.
През 2012 г., той се присъединява към Youtube сдружението Our2ndLide, което му помага да набере повече слава. Той обявява своето напускане от групата през юли 2014 г. поради нещастието си в личния живот.

### Други проекти
Франта отпразнува своят 22-ри рожден ден като стартира фондонабирателна кампания за проекта „Жажда“, с цел изграждане кладенци за хората в Свазиленд. Само за месец, той събира над 120 000 долара като предлага на феновете си тениски, плакати, разговор по Skype с него и други. Само за 48 часа, неговите фенове събират над 75 000 щатски долара и в срок от 10 дни, сумата достига 120 000 долара. До края на месеца, сумата вече е 230 000 долара. По-късно Франта посещава Свазиленд, за да види кладенците, изградени благодарение на неговата кампания. Конър е награден с Governor's Award за своята работа по проекта „Жажда“ на шестата церемония на „Thirst Gala“ на 30 юни 2015 г.
През ноември 2014 г., той пуска компилация от песни Crown, Vol. 1. Албумът намира мястото си в музикалната класация Billboard 200 и достига 12-о място в поп-класацията на iTunes. Конър планира да разшири марката Crown и в други индустрии. През февруари 2015 г., той пуска своя собствена мрежа кафенета, наречена „Common Culture Coffee“.

### Книги
През 21 април 2015 г., той издава книгата „В процес на работа“ (на английски: A Work in Progress), където разказва за живота си от своето раждане, както и лични истории. Заедно с издаването на книгата, Франта прави т.нар. Book Tour в САЩ и Обединеното Кралство.
През януари 2017, Конър обявява, че ще издаде втора книга „Note to Self“ („Бележка за мен“) на 18 април 2017. Книгата съдържа есета, истории, поезия и фотография от Конър за проблеми, засягащи клиническа депресия, социопатия, раздели, и обич към самия себе си. Той казва: Ако първата ми книга „A Work in Progress“, беше израз на моя външен свят, то тази книга ще бъде израз на моя вътрешен свят.